# Time Express
Time Express   è una serie televisiva statunitense in 4 episodi trasmessi per la prima volta nel corso di una sola stagione nel 1979.
È una serie del genere fantastico incentrata sulle vicende dei due coniugi Jason and Margaret Winters che gestiscono l'Express Time, un treno che porta i suoi passeggeri indietro nel tempo per rivivere un punto cruciale della loro vita e per ottenere una seconda possibilità. Il personale è composto anche dal conducente R.J. Walker, dal bigliettaio, e dall'ingegnere Callahan.

## Personaggi e interpreti
- Jason Winters (4 episodi, 1979), interpretato da Vincent Price.
- Margaret Winters (4 episodi, 1979), interpretato da Coral Browne.
- Impiegato alla biglietteria (3 episodi, 1979), interpretato da Woodrow Parfrey.
- Ingegnere Callahan (3 episodi, 1979), interpretato da William Phipps.
- R.J. Walker (3 episodi, 1979), interpretato da James Reynolds.

### Guest star
Tra le  guest star: John Beck, Robert Hooks, Vic Tayback, Jaime Lyn Bauer, Steve Kanaly, Linda Scruggs, Paul Sylvan, Richard Masur, Lee Meriwether, Lyle Waggoner, Frank M. Benard, John de Lancie, Anne Meara, Jerry Stiller, Pamela Toll, Morgan Fairchild, James MacArthur, Anne-Marie Martin, Terri Nunn.

## Produzione
La serie, ideata da Ivan Goff e Ben Roberts, fu prodotta da Warner Bros. Television  Le musiche furono composte da Richard Hazard.

### Registi
Tra i registi sono accreditati:
- Michael Caffey in un episodio (1979)
- Arnold Laven in un episodio (1979)
- Alan J. Levi in un episodio (1979)

### Sceneggiatori
Tra gli sceneggiatori sono accreditati:
- Ivan Goff in 3 episodi (1979)
- Ben Roberts in 3 episodi (1979)

## Distribuzione
La serie fu trasmessa negli Stati Uniti dal 26 aprile 1979 al 17 maggio 1979  sulla rete televisiva CBS. In Italia è stata trasmessa con il titolo Time Express per la prima volta da Retequattro.
Alcune delle uscite internazionali sono state:
- negli Stati Uniti il 26 aprile 1979 (Time Express)
- nel Regno Unito il 27 novembre 1979
- in Italia (Time Express)

## Episodi
| Stagione       | Episodi | Prima TV USA |
| -------------- | ------- | ------------ |
| Prima stagione | 4       | 1979         |